# Ermenegildo Zegna

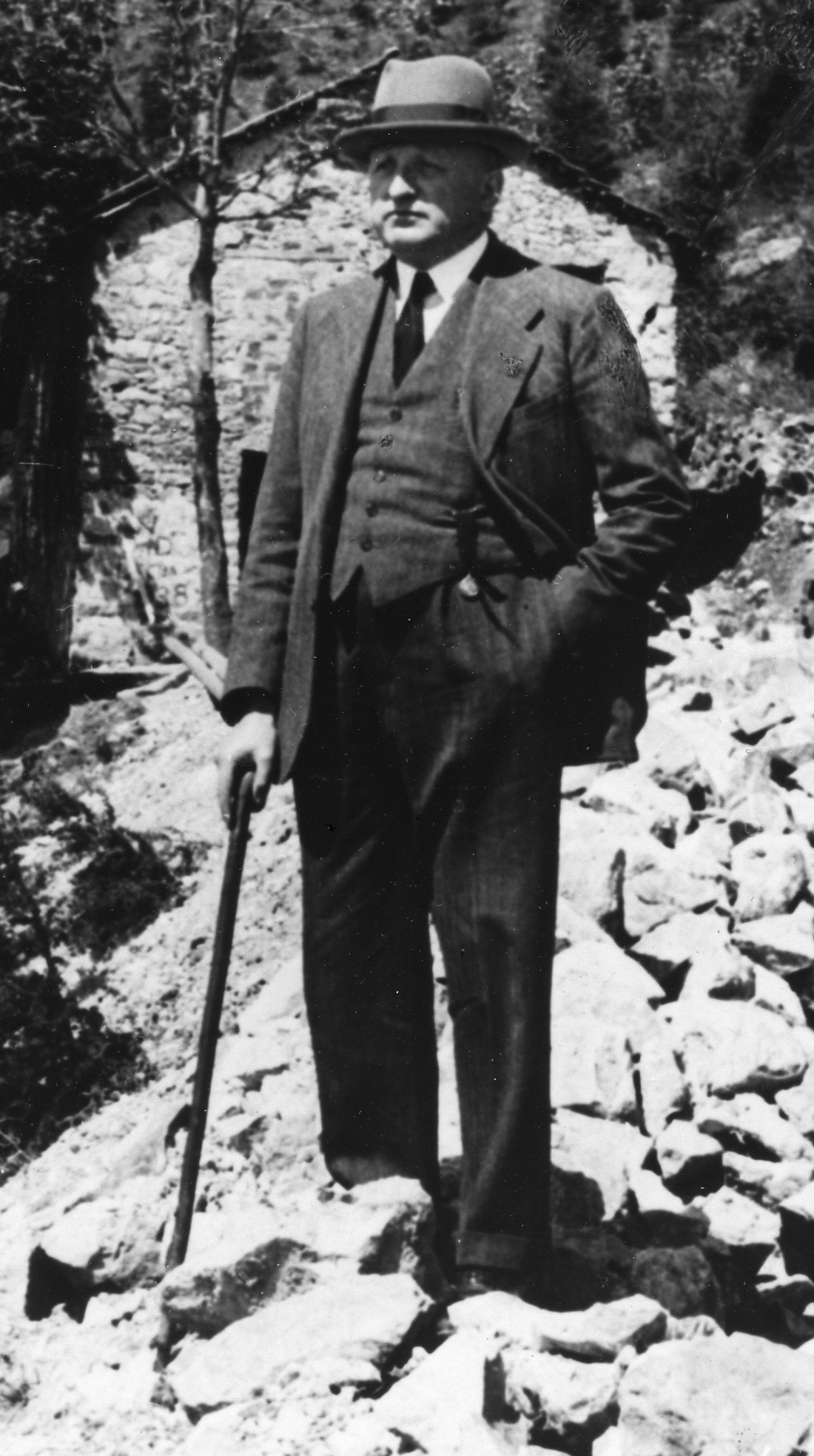
Ermenegildo Zegna

Ermenegildo Zegna (a menudo abreviado y conocido simplemente como Zegna) es una casa de moda de lujo italiana. Fundada por Ermenegildo Zegna en 1910 en Trivero (Piamonte), Ermenegildo Zegna es una de las empresas más conocidas de Italia y la marca de ropa masculina más grande del mundo por cifra de negocios.